# Samantha Stosur
Samantha "Sam" Stosur, född 30 mars 1984 i Brisbane, Australien, är en australisk högerhänt professionell tennisspelare, framgångsrik både som dubbelspelare och singelspelare.

## Tenniskarriären
Samantha Stosur blev professionell tennisspelare på WTA-touren 1999. Hon har fram till juli 2008 vunnit fyra singeltitlar, alla i ITF-arrangerade turneringar. Betydligt större framgångar har hon haft som dubbelspelare med seger i 33 turneringar, varav 22 på WTA-touren. Hon har hittills (juli 2008) vunnit fyra Tennisens Grand Slam-titlar i dubbel (varav två i mixed dubbel). Som bäst rankades hon på 27:e plats i singel (januari 2007) och som etta i dubbel (februari 2006). Till juli 2008 hade hon spelat in 2 956 616 US dollar i prispengar. Hon spelar med dubbelfattad backhand.   
Stosur vann sina första och hittills enda singeltitlar 2001, alla på ITF-cirkusen. Säsongen 2003 nådde hon tredje omgången i Australiska öppna, och har därefter med varierande framgång spelat i olika turneringar på WTA-touren. Hon har nått final i Grand Slam-turneringen Franska öppna 2010 och i tre WTA-turneringar (Guldkusten och Sydney säsongen 2005 och Prag 2006), men inte vunnit någon titel.
Säsongen 2005 fick Stosur sitt internationella genombrott som framstående dubbelspelare. Hon vann då sin första Grand Slam-titel i mixed dubbel i Australiska öppna tillsammans med landsmannen Scott Draper. Under våren 2005 vann hon två dubbeltitlar i par med Bryanne Stewart, men har därefter spelat dubbel uteslutande med amerikanskan Lisa Raymond. Det paret vann under 2005 fem dubbeltitlar inkluderande säsongsavslutande WTA Tour Championship.  
I US Open finalbesegrade Stosur/Raymond paret Jelena Dementieva/Flavia Pennetta (6-2 5-7 6-3). 
Säsongen 2006 vann Stosur/Raymond dubbeltiteln i Franska öppna. I finalen besegrade de Daniela Hantuchova/Ai Sugiyama med 6-3, 6-2. Säsongen var också i övrigt lyckosam för dubbelparet som åter vann WTA Tour Championship och ytterligare åtta dubbeltitlar. 
Framgångarna har fortsatt under 2007 med dubbelseger i Tokyo.   
Säsongen 2008 vann Stosur Wimbledonmästerskapen i mixed dubbel tillsammans med amerikanen Bob Bryan efter att i finalen besegrat Bryans tvillingbror Mike Bryan och Katarina Srebotnik med siffrorna 7-5 6-4.
Samantha Stosur har deltagit i det australiska Fed Cup-laget 2003-05 och i det australiska olympialaget 2004.
Hon förlorade finalen i Grand Slam-singeln i Franska öppna 2010 mot italienskan Francesca Schiavone.

## Grand Slam-titlar
- Australiska öppna
  - Mixed dubbel - 2005 (med Draper)
- Franska öppna
  - Dubbel - 2006 (med Raymond)
- Wimbledon
  - Mixed Dubbel - 2008 (med Bob Bryan)
  - Mixed Dubbel - 2014 (med Nenad Zimonjić)
- US Open
  - Dubbel - 2005 (med Raymond), 2011 US Open mästare i Singel (Mot Serena Williams)